# 김경선 (야구 선수)
김경선(金京善, 1983년 8월 20일 ~ )은 KBO 리그 전 한화 이글스의 투수이다.
2002년 신인 드래프트에서 2차 7순위로 지명되었으나 고려대학교에 진학했다. 고려대 졸업 후인 2006년 한화 이글스에 입단하였다.

## 출신학교
- 송정동초등학교
- 무등중학교
- 광주진흥고등학교
- 고려대학교